# Килевере, Катель
Катель Килевере (фр. Katell Quillévéré; род. 30 января 1980, Абиджан, Кот-д'Ивуар) — французский кинорежиссер и сценарист.

## Биография
Катель Килевере родилась 30 января 1980 года в городе Абиджане, Кот-д’Ивуар, в семье ученого-компьютерщика и преподавательницы физики, происходящих из департамента Финистер. До 5-летнего возраста жила с родителями и дедушкой с бабушкой в Кот-д’Ивуаре, после чего переехала с ними в Иль-де-Франс во Франции. После окончания Лицея Фенелона в Париже, Катель продолжила свое обучение, сделав выбор в пользу карьеры кинематографиста: не поступив на курсы Флоран, она получила Диплом повышения квалификации (фр. Diplôme d'études approfondies, DEA) по киноискусству и ученую степень по философии в Университете Париж VIII.
В 2005 году Катель Килевере дебютировала как режиссер короткометражкой «Касаясь вплотную», которая была отобрана для участия в программе «Двухнедельник режиссеров» Каннского международного кинофестиваля.
В 2010 году Килевере поставила свой первый полнометражный фильм «Любовь как яд», который был показан на Каннском кинофестивале, а также получил Приз Жана Виго как лучший художественный фильм. Её вторая полнометражная режиссерская работа, фильм «Сюзанн» (2013), участвовал в нескольких международных кинофестивалях и был номинирован в пяти категориях на получение французской национальной кинопремии «Сезар»; Адель Энель получила за роль в фильме награду как лучшая актриса второго плана.
В 2016 году Килевере выпустила свой третий полнометражный фильм «Чинить живых», затрагивающее вопросы донорства органов. Фильм участвовал в секции «Горизонты» 73-го Венецианского кинофестиваля 2016 года и ещё в нескольких международных фестивалях. За лучший адаптированный сценарий к фильму (в соавторстве с Жилем Тораном) режиссер была номинирована на соискание премии «Сезар» 2017 года.
В 2015 году Катель Килевере была избрана членом жюри секции Международной недели кинокритиков 68-го Каннского кинофестиваля.
В июле 2015 года Катель Килевере была награждена французским орденом Искусств и литературы (кавалер).